# Fórmula 1430
La Fórmula 1430, anomenada Fórmula Nacional d'ençà de 1979, fou una fórmula de competició automobilística promocional, adreçada a pilots júnior, que es disputà entre 1971 i 1985 a l'estat espanyol. La sèrie fou llançada per SEAT -s'hi admetia únicament cotxes equipats amb motors de Seat 1430- en uns moments en què es disputaven competicions similars arreu d'Europa, com ara la Formula Ford (Gran Bretanya), Formula Blue (França), Formula Vee (Alemanya) i la Formula 850 (Itàlia).
Fou la primera competició de monoplaces gestada a l'estat i s'hi implicaren diversos constructors de cotxes de competició, entre ells Hispakart, Selex i Lynx. En els seus primers anys de vida, sovint es podien veure curses amb fins a 40 participants. L'èxit d'aquest campionat va permetre la creació ben aviat d'una disciplina superior, la F-1800, i més tard va donar pas a la F-Fiesta.

## Història
La primera cursa de Fórmula 1430 es va disputar el 4 d'abril de 1971 al circuit del Jarama. La segona es disputà al circuit de Montjuïc el 18 d'abril, coincidint amb el Gran Premi d'Espanya de Fórmula 1, i la guanyà Salvador Cañellas després d'un llarg duel amb Josep Maria Palomo, a qui va superar per només una dècima. Després d'una dura competència al llarg de tota la temporada, el campió final fou el català Paco Josa, pilot de Selex, davant del Lynx d'Emilio Zapico.
Els anys següents van ser dominats pel Selex ST 3, model que va guanyar totes les curses entre 1972 i 1976. L'ST 7, llançat el 1978, va tenir menys èxit i Selex va perdre el seu domini amb la introducció d'aquest model, per bé que l'ST 7 arribà a guanyar dos campionats més (1980-1981). El campió de 1980 fou el valencià Enrique Llobell, seguit l'any següent pel seu germà José Luis. D'ençà de 1982 es varen admetre cotxes estrangers en la competició. Selex es va retirar definitivament a causa dels seus decebedors resultats. Quan SEAT apoc a poc es va retirar del campionat, la fórmula va perdre repercussió i es discontinuà després de la temporada de 1985.

### Pilots
La Fórmula 1430 va atraure nombrosos pilots que fins aleshores només disposaven de la Copa Renault 8 TS, entre ells Salvador Cañellas i Carlos Pérez-Sala (germà gran de Lluís Pérez-Sala). La major part de la generació de pilots de la dècada de 1970 va passar per l'escola de la F-1430 i la F-Nacional. A banda dels ja esmentats i els campions de cada temporada, cal destacar noms com Emilio de Villota (subcampió el 1973), Fermí Vélez, Jorge i Hansi Bäbler, Manuel Juncosa, Xavier Juncadella, Artemi Rosich, Jordi Bea o Jean-Claude entre molts altres.

## Cotxes

### Característiques

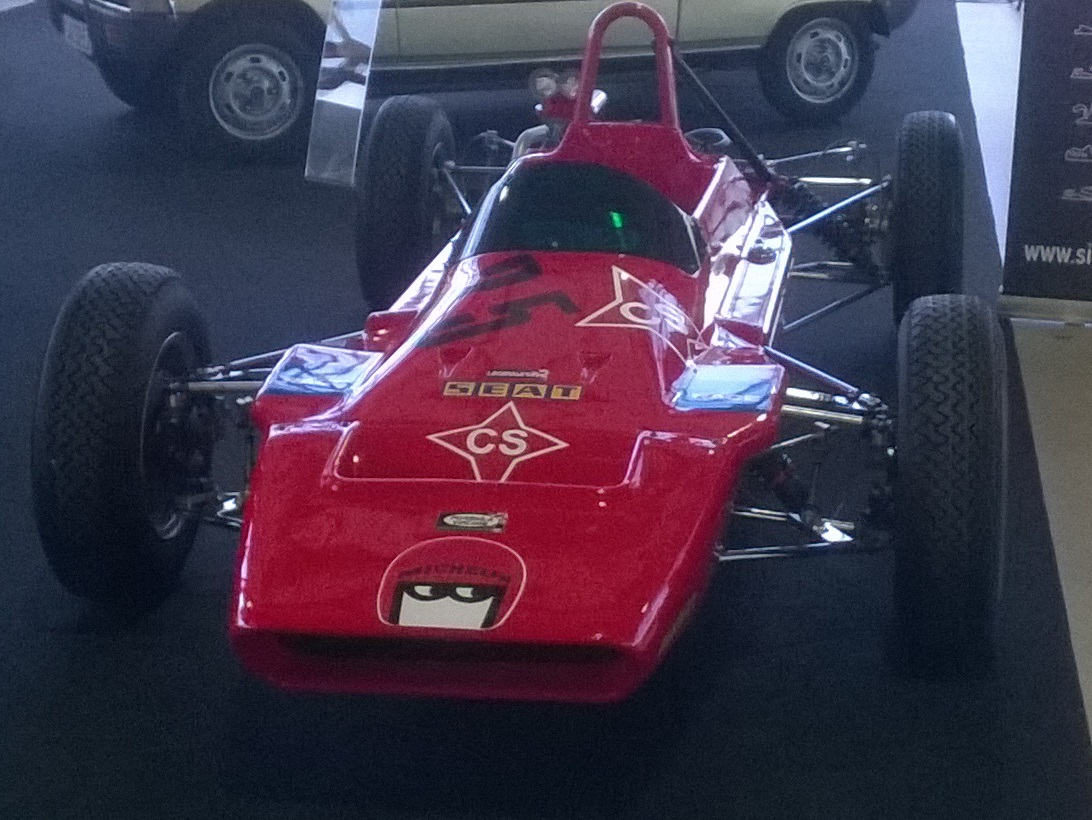
Un cotxe de Fórmula 1430, fotografiat el 2016

Els cotxes de la F-1430 havien de ser monoplaces equipats amb motor Seat FD de 1.438 cc, totalment idèntic al dels models de sèrie del mateix nom, sense que s'hi poguessin introduir modificacions d'importància. SEAT donava facilitats en el subministrament de motors i altres peces, mentre els xassissos eren responsabilitat dels constructors, els quals tenien plena llibertat de disseny del xassís i carrosseria.
Els constructors varen aconseguir fer evolucionar els vehicles de forma cada vegada més competitiva, fins al punt que a banda dels circuits de l'estat espanyol i de França van tenir també molt d'èxit en proves de muntanya. El fet d'emprar mecànica de sèrie en un bastidor tubular i la seva eficaç relació pes/potència (uns 5,6 kg per CV), convertien un monoplaça de F-1430 en un vehicle molt apte per a les pujades de muntanya, fins i tot davant les potents barquetes i monoplaces superiors.
A partir de 1978, els xassissos tubulars van perdre protagonisme a favor dels monocasc a causa de l'evolució dels Selex i l'entrada en competició d'altres marques com ara Martini.

### Especificacions
La Fórmula 1430 era una fórmula de xassís lliure. Qualsevol fabricant amb seu a l'estat espanyol tenia llibertat per a dissenyar i construir un automòbil de Fórmula 1430, sempre que fos amb un xassís tubular o bé un de monocasc, sense cap mena d'ajuda aerodinàmica del tipus difusor o alerons. L'únic motor permès era el del Seat 1430, amb la potència augmentada fins a 75 CV. La caixa de canvis podia provenir del Seat 600 o del Seat 850. Els pneumàtics reglamentaris per a la competició eren els Firestone Torino. El cotxe havia de tenir un pes mínim d'aproximadament 420 kg.
Configuració dels motors
| SEAT FD        | SEAT FD              |
| -------------- | -------------------- |
| Tipus de motor | 4 cilindres en línia |
| Cilindrada     | 1.438 cc             |
| Diàmetre       | 80 mm                |
| Carrera        | 71,50 mm             |
| CV             | 75                   |

### Constructors
Tot seguit, la llista dels principals fabricants de cotxes de Fórmula 1430.
| Constructor |
| ----------- |
| Cordobán    |
| Etco        |
| Hispakart   |
| Javier      |
| Juncosa     |
| Lynx        |
| Macoi       |
| I-Pre.      |
| Ro-An       |
| Selex       |

## Campions
Font:
| Any              | Pilot                   | Cotxe      |
| ---------------- | ----------------------- | ---------- |
| Fórmula 1430     |                         |            |
| 1971             | Paco Josa               | Selex ST 3 |
| 1972             | Salvador Cañellas       | Selex ST 3 |
| 1973             | Juan I. Villacieros     | Selex ST 3 |
| 1974             | Federico van der Hoeven | Selex ST 3 |
| 1975             | Luis Canomanuel         | Selex ST 3 |
| 1976             | Pere Nogués             | Selex ST 3 |
| 1977             | Miquel Molons           | Selex ST 6 |
| 1978             | Juan Alonso de Celada   | Selex ST 6 |
| Fórmula Nacional |                         |            |
| 1979             | Manuel Valls            | ?          |
| 1980             | Enrique Llobell         | Selex ST 7 |
| 1981             | José Luis Llobell       | Selex ST 7 |
| 1982             | Ramón Rodríguez         | ?          |
| 1983             | Alain Poli              | ?          |
| 1984             | Antonio Cutillas        | ?          |
| 1985             | Antonio Cutillas        | ?          |